# Mistrzostwa Świata w Lekkoatletyce 1983 – trójskok mężczyzn

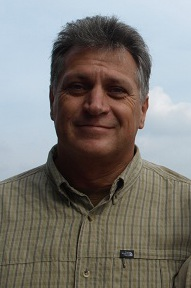
Mistrz świata Zdzisław Hoffmann

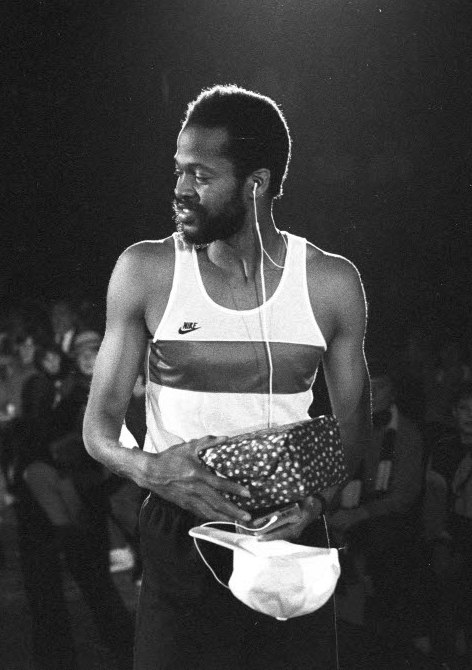
Wicemistrz świata Willie Banks

Trójskok mężczyzn – jedna z konkurencji technicznych rozgrywanych podczas lekkoatletycznych mistrzostw świata w 1983 na Stadionie Olimpijskim w Helsinkach.

## Terminarz
| Data       |              |
| ---------- | ------------ |
| 7 sierpnia | Kwalifikacje |
| 8 sierpnia | Finał        |

## Rekordy
|               | Zawodnik                | Wynik | Miejsce | Data                      |
| ------------- | ----------------------- | ----- | ------- | ------------------------- |
| Rekord świata | João Carlos de Oliveira | 17,89 | Meksyk  | 15 października 1975(dts) |

## Wyniki

### Kwalifikacje
Zawodnicy startowali w dwóch grupach. Minimum kwalifikacyjne wynosiło 16,60 m. Do finału awansowali skoczkowie, którzy uzyskali minimum (Q) lub 12 skoczków z najlepszymi wynikami (q).
| Pozycja | Grupa | Zawodnik              | Państwo           | Wynik | Uwagi |
| ------- | ----- | --------------------- | ----------------- | ----- | ----- |
| 1       | B     | Mike Conley           | Stany Zjednoczone | 16,90 | Q     |
| 2       | A     | Ajayi Agbebaku        | Nigeria           | 16,80 | Q     |
| 3       | B     | Steve Hanna           | Bahamy            | 16,76 | Q     |
| 4       | A     | Zdzisław Hoffmann     | Polska            | 16,72 | Q     |
| 5       | B     | Peter Bouschen        | RFN               | 16,71 | Q     |
| 6       | A     | Al Joyner             | Stany Zjednoczone | 16,65 | Q     |
| 7       | A     | Hienadzij Walukiewicz | ZSRR              | 16,64 | Q     |
| 8       | A     | Willie Banks          | Stany Zjednoczone | 16,58 | q     |
| 9       | B     | Vlastimil Mařinec     | Czechosłowacja    | 16,57 | q     |
| 10      | A     | Ján Čado              | Czechosłowacja    | 16,50 | q     |
| 11      | A     | Bedro Bedrosian       | Rumunia           | 16,43 | q     |
| 12      | A     | Béla Bakosi           | Węgry             | 16,41 | q     |
| 13      | B     | Wasilij Griszczenkow  | ZSRR              | 16,29 |       |
| 14      | B     | Christo Markow        | Bułgaria          | 16,25 |       |
| 15      | B     | Keith Connor          | Wielka Brytania   | 16,18 |       |
| 16      | A     | Zou Zhenxian          | Chiny             | 16,17 |       |
| 17      | A     | John Herbert          | Wielka Brytania   | 16,12 |       |
| 18      | B     | Claes Rahm            | Szwecja           | 16,07 |       |
| 19      | A     | Esa Viitasalo         | Finlandia         | 16,03 |       |
| 20      | B     | Dan Simion            | Rumunia           | 15,96 |       |
| 21      | B     | Mamadou Diallo        | Senegal           | 15,67 |       |
| 22      | A     | Wolfgang Knabe        | RFN               | 15,61 |       |
| 23      | B     | José Quiñaliza        | Ekwador           | 15,18 |       |
| 24      | A     | Oswald Phillip        | Montserrat        | 13,96 |       |
| 25      | A     | Adnan Abou Laoui      | Jordania          | 13,53 |       |
| –       | B     | Dimitrios Michas      | Grecja            | NM    |       |
| –       | B     | José Salazar          | Wenezuela         | DNS   |       |

### Finał
| Poz. | Zawodnik              | Państwo           | #1      | #2      | #3    | #4    | #5    | #6    | Wynik   |
| ---- | --------------------- | ----------------- | ------- | ------- | ----- | ----- | ----- | ----- | ------- |
| 01 ! | Zdzisław Hoffmann     | Polska            | 16,74   | 16,98   | 17,00 | 17,18 | 17,35 | 17,42 | 17,42   |
| 02 ! | Willie Banks          | Stany Zjednoczone | 17,08   | 16,72   | 17,18 | 16,55 | x     | x     | 17,18   |
| 03 ! | Ajayi Agbebaku        | Nigeria           | 17,01   | 16,78 w | 16,87 | 13,52 | 16,86 | 17,18 | 17,18   |
| 4.   | Mike Conley           | Stany Zjednoczone | 16,66   | 16,91 w | 17,13 | 16,86 | 17,05 | 17,07 | 17,13   |
| 5.   | Vlastimil Mařinec     | Czechosłowacja    | 16,67   | x       | 17,13 | x     | 16,71 | x     | 17,13   |
| 6.   | Ján Čado              | Czechosłowacja    | 16,45   | 16,40   | 17,01 | 13,69 | x     | 17,06 | 17,06   |
| 7.   | Béla Bakosi           | Węgry             | 16,80   | 16,76   | 16,46 | 16,71 | x     | 16,83 | 16,83   |
| 8.   | Al Joyner             | Stany Zjednoczone | 16,76   | 15,98   | 16,58 | 16,20 | 16,40 | 16,48 | 16,76   |
| 9.   | Peter Bouschen        | RFN               | 16,67   | 13,95   | 16,70 |       |       |       | 16,70   |
| 10.  | Hienadzij Walukiewicz | ZSRR              | 16,41 w | 16,18   | 16,33 |       |       |       | 16,41 w |
| 11.  | Bedro Bedrosian       | Rumunia           | x       | 16,18   | 15,95 |       |       |       | 16,18   |
| 12.  | Steve Hanna           | Bahamy            | x       | x       | 14,96 |       |       |       | 14,96   |